# Красноярская республика
Красноярская республика — самоуправление, организованное Объединённым советом рабочих и солдатских депутатов в Красноярске во время Первой русской революции. Просуществовало с 9 по 27 декабря 1905 года.  

## История

### Причины и истоки конфликта
В ходе октябрьской политической стачки, 20 октября 1905 года была организована Выборная комиссия рабочих Красноярска. Под руководством комиссии были сформированы рабочие дружины и установлен явочным порядком восьмичасовой рабочий день. Кроме того она занималась общей координацией проведения стачки и вела переговоры с предпринимателями. Впоследствии Выборная комиссия была переименована в Совет депутатов от рабочих Красноярска. Председателем рабочего Совета был избран социал-демократ Александр Мельников.
21 октября, в один день с погромом в Томске, в центре города также состоялся погром: произошло столкновение между участниками революционного митинга у местного Народного дома и черносотенной манифестации, устроенной «Союзом мира и порядка».
6 декабря был создан Объединённый совет депутатов от рабочих и солдат, в состав которого вошло примерно 120 человек от большевиков, меньшевиков, эсеров и беспартийных.

### Развитие конфликта
Власти попытались использовать в качестве штрейкбрехеров солдат железнодорожного батальона, который направлялся в Маньчжурию. Однако солдаты 8 декабря сами объявили забастовку. В ходе неё был образован солдатский комитет, чьим председателем стал примыкавший к эсерам прапорщик Андрей Илларионович Кузьмин. Все три совета действовали одновременно.
8 декабря представители Объединённого совета при поддержке солдатского комитета заняли губернскую типографию и организовали печать газеты «Красноярский рабочий».
9 декабря была проведена вооружённая демонстрация, в результате чего Объединённый совет взял власть в городе. Были приняты и опубликованы постановления о свободе печати и собраний, взяты под контроль железная дорога и предприятия, создан народный суд, а боевые дружины, разоружив полицию, организовали охрану порядка в городе.
Однако Андрей Кузьмин выступил против захвата арсенала и передачи рабочим оружия. Объединённый совет начал подготовку к проведению выборов в новую городскую думу.
Тем временем, подавив другие очаги восстания, правительство направило в Красноярск войска. 25—27 декабря царские войска заняли город и установили там патрулирование. 28 декабря было объявлено о введении военного положения, а губернатор отдал приказ о разоружении железнодорожного батальона.
227 солдат и более 500 рабочих забаррикадировались в железнодорожных мастерских. После 8 дней боев с войсками и увеличивающегося недостатка оружия, еды и воды, осажденные вынуждены были сдаться 3 января 1906 года.

### Итоги восстания
9 солдат были приговорены к 8-летней каторге, более 160 рабочих и солдат — к тюремному заключению и определению в арестантские роты. Андрей Илларионович Кузьмин бежал из города и эмигрировал в Париж.
В последующие годы начальник Енисейского губернского жандармского управления в своих рапортах выражал мнение, что революционеры-рабочие не были наказаны должным образом: освобожденные под залог, они принимались обратно на работу, получали повышение в должности и заработной плате, что только способствовало популяризации революционных идей.

## Память
- В 1909 году бывший защитник республики железнодорожник Фролов проложил опаснейший лаз на вершину Скуфьи и «по праву первопроходца» «дал» вершине имя Коммунар[3][значимость?].
- В 1921 году улица Береговая Качинская была переименована в улицу Республики. Название дано в память о «Красноярской республике»[источник не указан 1673 дня].
- В Красноярске один из проспектов назван в честь газеты "Красноярский рабочий", выпуск которой продолжается до сих пор[источник не указан 1673 дня][значимость?].